# Sociedad Latinoamericana de Biología Matemática
La Sociedad Latinoamericana de Biología Matemática es una sociedad latinoamericana formada por investigadores en áreas relacionadas con la biología matemática que tiene por objetivos difundir, promover y coadyuvar a la generación de conocimiento biológico y matemático a través de la aplicación de herramientas cuantitativas y de modelado matemático a problemas biológicos o relacionados con fenómenos biológicos.
La Sociedad Latinoamericana de Biología Matemática fue constituida el 27 de noviembre del año 2002, durante la Asamblea General del Congreso Latinoamericano de Biomatemática (XI Congreso de la ALAB y VI ELAEM), en la ciudad de Guanajuato, capital del estado del mismo nombre (México).
El último congreso de la sociedad fue realizado en la ciudad de Armenia, Colombia, del 8 al 12 de agosto de 2011.